# Evangelia
Pour les articles homonymes, voir Evangelia (homonymie).

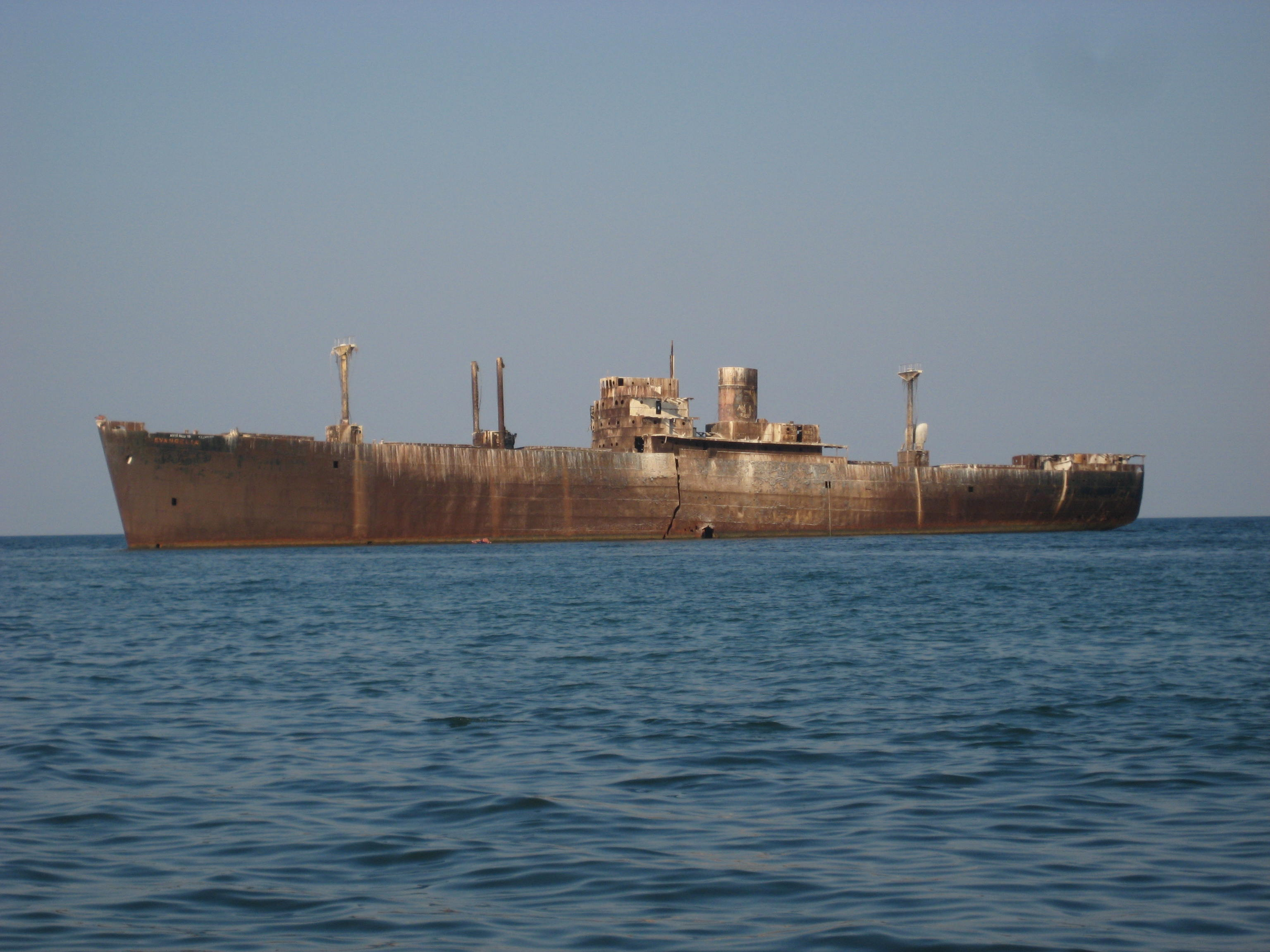
L'épave de l’Evangelia

L’Evangelia est un navire grec qui s'est échoué en Roumanie, sur la côte occidentale de la mer Noire.

## Historique

### Carrière
Construit aux chantiers Harland and Wolff de Belfast, il est lancé en 1942 pour la Blue Star Line. Sous le nom d’Empire Strength, il est employé par le Ministry of War Transport jusqu'à la fin de la Seconde Guerre mondiale puis est rendu à la Blue Star, qui le rebaptise Saxon Star et l'utilise comme navire frigorifique. Après être passé par plusieurs compagnies britanniques, il est vendu à un armateur grec en 1965, et prend alors le nom d’Evangelia. Il s’échoue le 15 octobre 1968 près de Costinești, sur la côte roumaine.

### Naufrage
Sa présence est l'objet de blagues locales en raison de son histoire : le navire était un vieux cargo construit en 1942 et dont le premier propriétaire était la Blue Star Line. Aucun Liberty ship n'a jamais abordé en Roumanie à l'époque où ils auraient été nécessaires, mais l’Evangelia, usé et racheté à bas prix par une compagnie grecque puis transformé en cargo vraquier, venait livrer des agrumes à Constanța lorsqu'il s'est échoué à Costinești le 15 octobre 1968. Or à l'époque communiste les agrumes étaient une denrée rare sur les marchés roumains, et presque toutes les importations étaient réservées à la nomenklatura ou aux « invités de marque étrangers » (comme les touristes occidentaux, pourvoyeurs de devises) et justement l’Evangelia s'est échoué devant la « plage des Français » de Costinești, ainsi appelée parce qu'on y regroupait les délégations de jeunes du P.C.F., membres des Pionniers.
La cargaison s'est déversée (ou a été jetée) dans la mer et est venue s'échouer sur cette plage qui fut alors « sécurisée » par les garde-frontières (habituellement affectés à la surveillance de la côte pour empêcher les citoyens de fuir le pays par la mer vers la Turquie, mais employés à cette occasion pour empêcher ces mêmes citoyens de venir ramasser les fruits pour eux-mêmes et à titre individuel). D'où une série de blagues sur « le Liberty ship en retard de 26 ans, qui n'est même pas capable de s'échouer dans un endroit accessible aux populations nécessiteuses », illustration parfaite de la « collusion entre les messieurs capitalistes et les camarades nomenklaturistes » et de l'« évangile selon saint Nicolas » (allusion au nom du navire, au saint protecteur des marins qui dans la tradition orthodoxe est saint Nicolas, et au prénom du président Ceaușescu) qui « multiplie les oranges pour qui sait bien Le prier ».

## Photos de l'épave

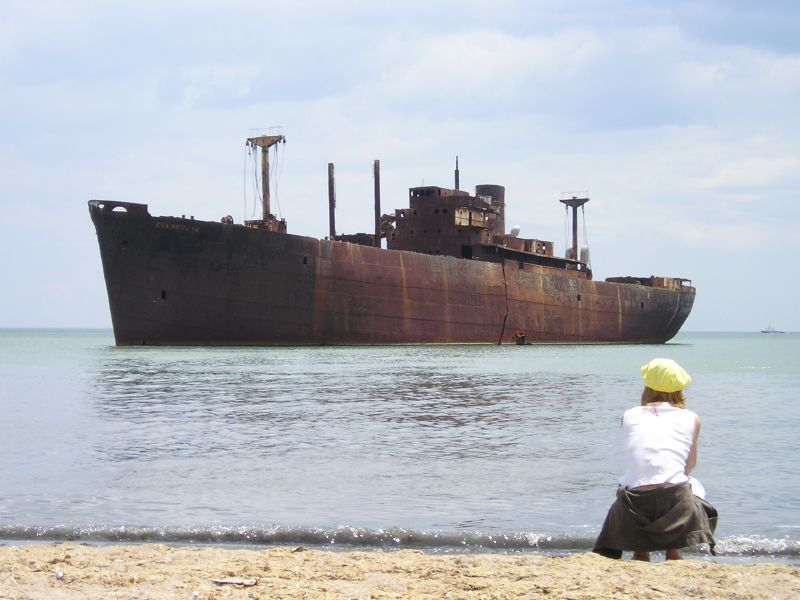
L'épave de l’Evangelia
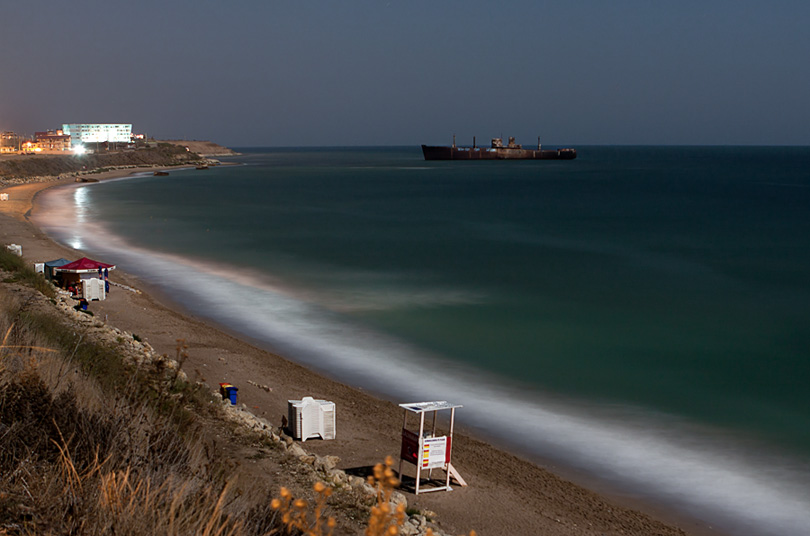
La plage des Français, ainsi appelée parce qu'à l'époque communiste, on y regroupait les délégations de jeunes du PCF, membres des "Pionniers". Au fond, l'épave.

## Note
1. 1 2 3  (en) « Blue Star's  M.V. Saxon Star 2 », sur BlueStarLine.org
2. ↑  Sorin-Maxim Ursu, Muzeul Marinei Române, sur  consulté le 8 septembre 2012